# Ficaja
Ficaja település Franciaországban, Haute-Corse megyében. Lakosainak száma 59 fő (2022. január 1.). Ficaja La Porta, Croce, Scata és San-Damiano községekkel határos.

## Népesség
A település népességének változása:
| Lakosok száma | 84   | 48   | 48   | 49   | 53   | 53   | 53   | 56   | 56   | 59   |
|               | 1968 | 1982 | 1990 | 2006 | 2013 | 2015 | 2017 | 2019 | 2020 | 2022 |